# Речной вокзал (Волгоград)
Речной вокзал Волгограда — многофункциональное здание на центральной набережной города, в котором располагаются пассажирский речной порт и концертный зал Волгоградской филармонии. Является архитектурной доминантой центральной набережной и крупнейшим зданием речного вокзала в Европе.

## История речных причалов и вокзалов в Царицыне и Сталинграде
Берег Волги, где сейчас располагается речной вокзал, использовалось как пристань начиная с дней основания города. На рисунке голштинского посла Адама Олеария, который увидел город по пути из Москвы в Персию в первой половине XVII века, перед крепостью Царицын изображены лодки, приставшие к берегу; на самом же берегу видны штабеля древесины и шатры, возможно принадлежавшие самому посольству.

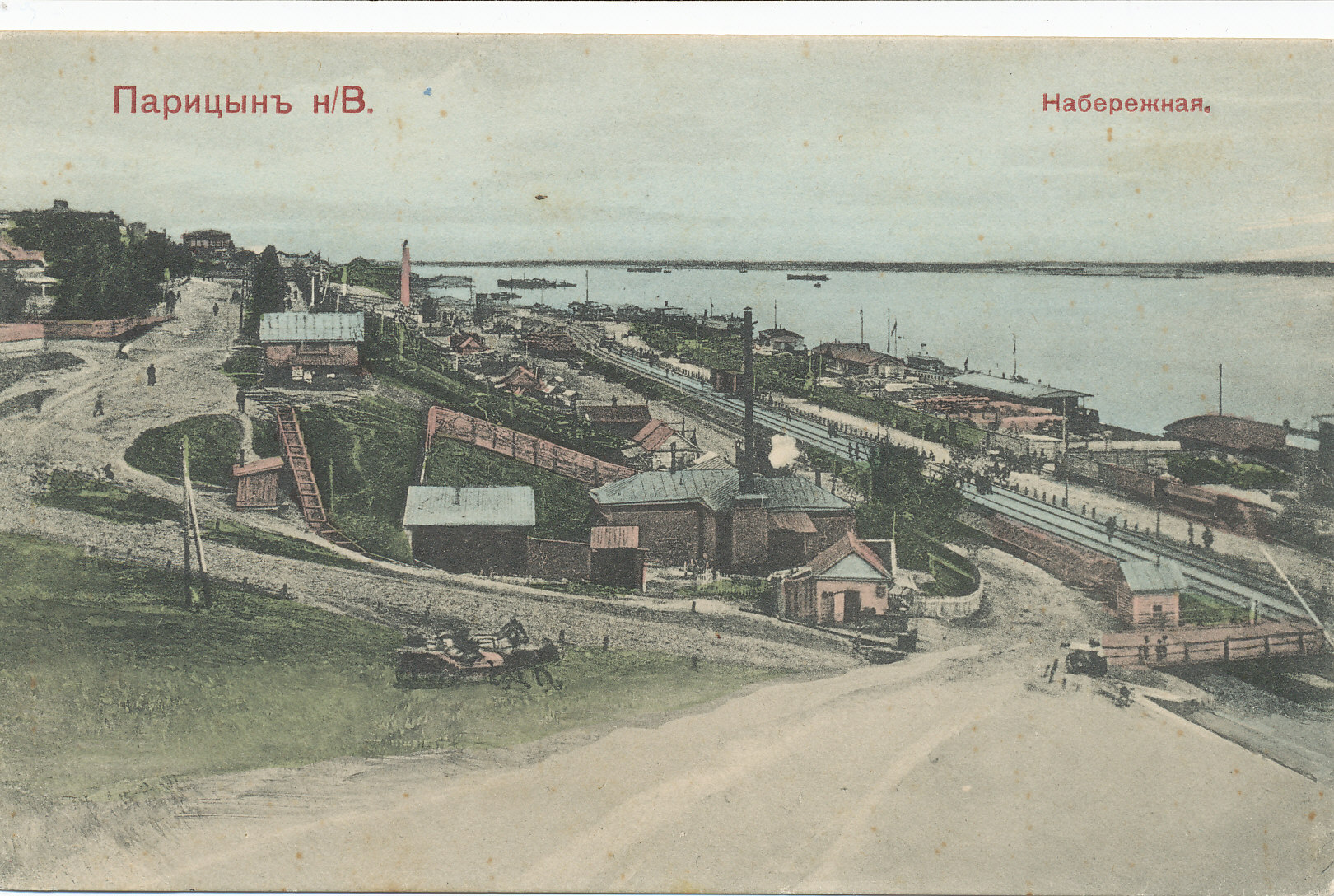
Пассажирские причалы Царицына

На рубеже XIX и XX веков, когда город достаточно сильно развился, Царицын стал важным транспортным узлом, связывающим большое число приволжских городов, сел и деревень с железнодорожным транспортом. В Царицыне располагались пристани всех крупных волжских пароходных компаний: «Кавказ и Меркурий», «Нептун», «Дружина», «Самолет», «По Волге 1843 года», и др.. Одна из пароходных компаний, «Русь», была основана саратовскими и царицынскими купцами с правлением в городе Царицын.
В 1930х годах город служил конечным пунктом для многих речных маршрутов от Нижнего Новгорода (Горький) и пересадочным пунктом для продолжения поездки поездом на Кавказ, Черноморское побережье, и в Крым. Волжский маршрут общества «Интурист» заканчивался в Сталинграде, отсюда интуристы ехали поездом в Ростов-на-Дону. Также небольшие речные корабли являлись важной компонентой внутригородского транспорта.  В 1930х годах сталинградская пристань имела 23 причала, которые были разбросаны по всему берегу Волги. Город принимает решение перенести грузовые причалы, городской перевоз и водный трамвай ниже по Волге и построить новый речной вокзал на вновь проектируемой набережной взамен старого здания. Четырехэтажное здание было построено по проекту В. И. Кочедамова в 1932 году. Здание было решено в стиле конструктивизма; новый вокзал мог обслуживать до 10 тысяч пассажиров в сутки. От здания к Волге спускались лестницы-пандусы, имелось ленточное освещение и башня с надписью «Сталинград». Вокзал прослужил только два года: в результате крупного оползня здание обрушилось. Причиной обрушения здания стало отсутствие необходимых геодезических исследований, которые были проведены только в 1935-1936 годах при проектировании набережной.
После войны в 1952 году была построена новая центральная набережная Волгограда и открыта монументальная лестница. Также построили временное здание речного вокзала, которое представляло из себя деревянный павильон и трехэтажный дебаркадер. В ноябре 1964 года от короткого замыкания деревянный павильон речного вокзала сгорает и принимается решение о строительстве постоянного здания. В конкурсе победил проект ленинградского архитектора Тимофея Садовского, который также спроектировал речные вокзалы в Ярославле и Омске.

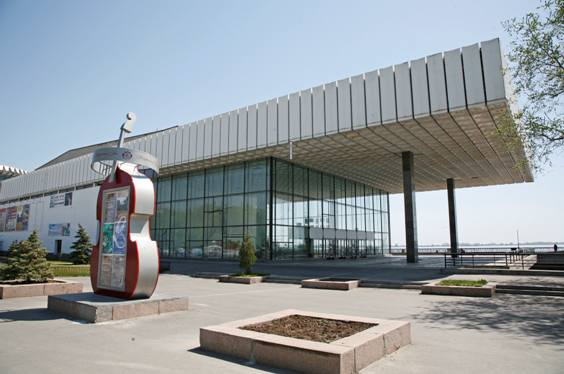
Центральный концертный зал

## Строительство вокзала
Строительство вокзала началось в 1967 году с сооружения гидротехнических сооружений. Специально для вокзала у берега была намыта дополнительная территория. В 1969 году СУ 105 треста «Приволжтранстрой» приступило к закладке фундамента здания.
Строительство продолжалось больше 10 лет, и 30 июня 1980 года первая очередь волгоградского речного вокзала была сдана в эксплуатацию. В первую очередь входила северная часть вокзала (выше по течению), включая надстройку. В первой очереди были построены кассы вокзала и зал ожидания. В надстройке был открыт ресторан «Россия». Вторая, южная очередь вокзала (ниже по течению), была открыта в 1989 году и включала в себя Центральный концертный зал.
Общая длина здания составляет 296 метров, ширина — 36 метров, а высота — 47 метров. Здание исполнено в стиле советского модернизма и представляет из себя параллелепипед с цилиндрической надстройкой (шайбой) по центру. Вокзал является самым заметным зданием на набережной.

## Эксплуатация

### Речной порт
Речной вокзал является главными речными туристическими воротами в город. Речная инфраструктура вокзала управляется речным портом Волгограда. Непосредственно к вокзалу со стороны реки примыкают шесть двухуровневых причалов, позволяющих принимать круизные теплоходы при разных уровнях воды. Вниз по течению рядом с вокзалом находятся небольшие дебаркадеры и вверх по течению располагаются еще шесть капитальных одноуровневых причалов. Зал ожидания может вместить 700 человек.
В сезон от вокзала отправляются регулярные прогулочные рейсы по Волге продолжительностью один час, есть также более продолжительные рейсы с шлюзованием на Волжской ГЭС и развлекательные вечерние рейсы.
В дачный сезон от вокзала отправляются теплоходы ежедневных внутригородских рейсов на острова Голодный (пристань Островная) и Сарпинский (пристани Культбаза и Зайчики).

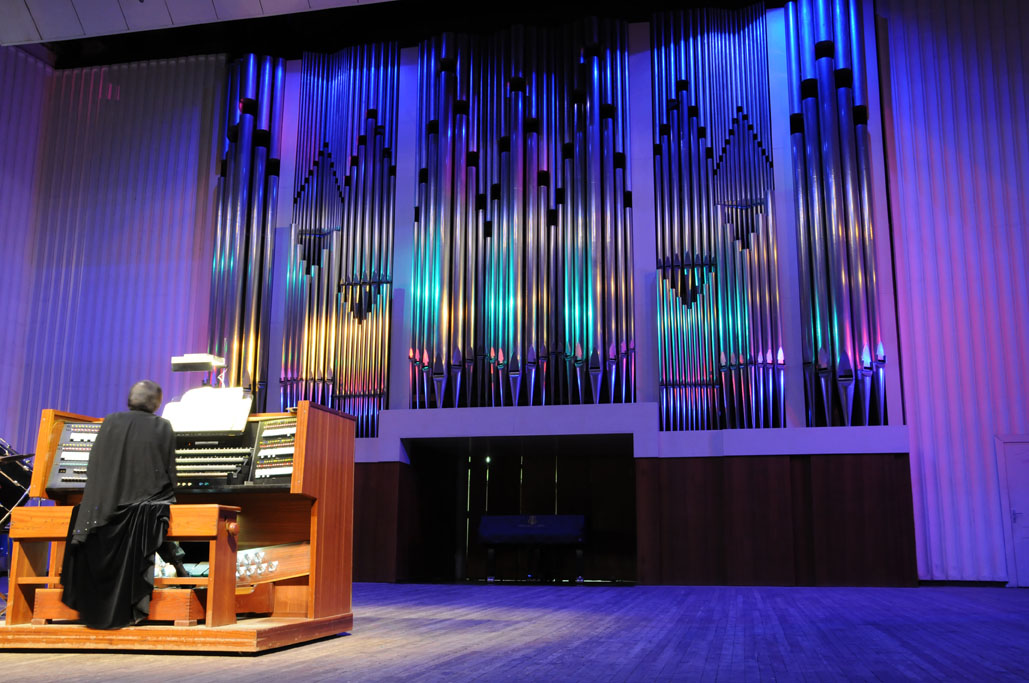
Орган концертного зала

### Центральный концертный зал
В южной части здания находится Центральный концертный зал Волгоградской филармонии на 1000 мест. Зал является самым большим в регионе и считается главной концертной площадкой города. Его украшением стал построенный в 1983 году чешской фирмой «Rieger-Kloss» орган. Кроме концертов филармонии, в  этом зале проходят важные мероприятия региона и гастрольные выступления коллективов из России и из других стран мира.

### Креативное пространство «Икра»
Креативное пространство «Икра» было создано 1 марта 2012 года. Пространство представляет собой сообщество творчески-ориентированных предпринимателей, объединенных одним пространством. Пространство включает собой современные офисы-студии, коворкинг иконференц-зал. В пространстве проходят мастер-классы, тренинги, презентации, показы фильмов.

### Выставочное пространство
В здании речного вокзала с момента его открытия регулярно проводятся выставки. В 2022-2023 годах при содействии объединения молодых волгоградских художников «Линия» и креативного пространства «Икра» функционировала галерея современного искусства «Порт Волга». В галерее проводились выставки «Точка зрения» и «В чем сила?». В 2024 году проходила экспозиция на тему города.

### Другие организации
В здании вокзала находятся около 10 ресторанов (некоторые из них в надстройке и на крыше), бары, кофейни, спортклубы, массажный салон, аренда велосипедов, и другие организации.

Речной вокзал на видах Волгограда
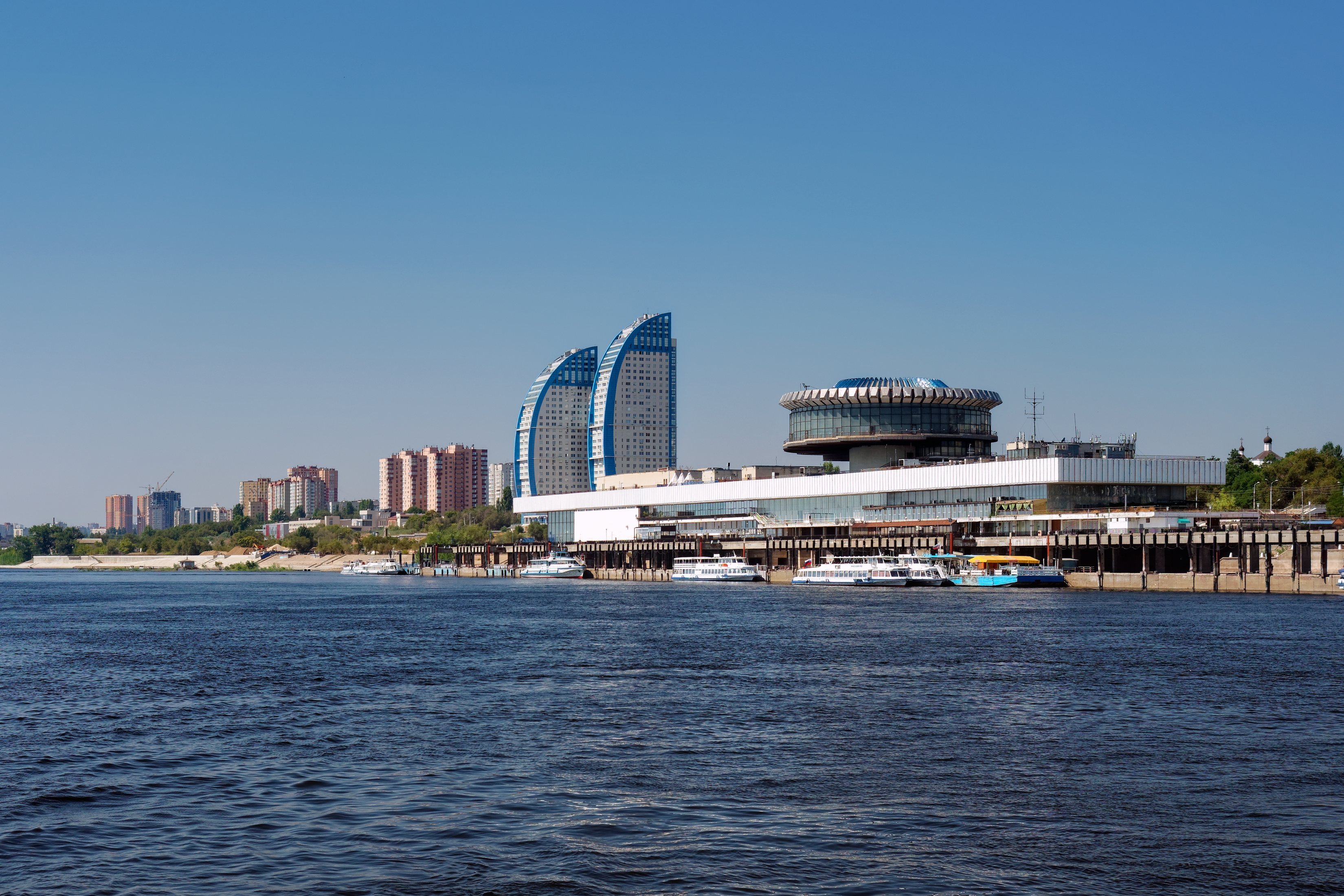
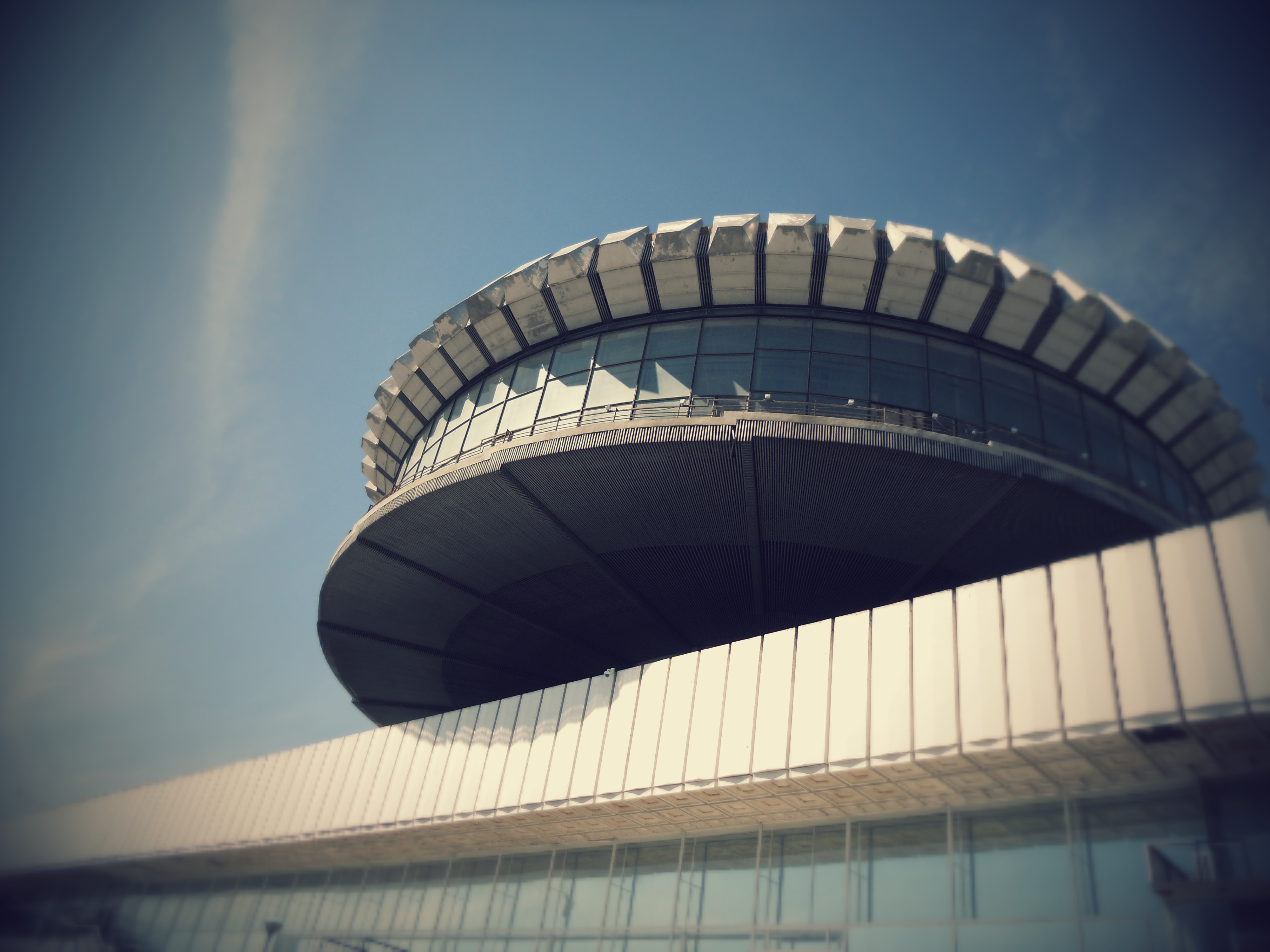
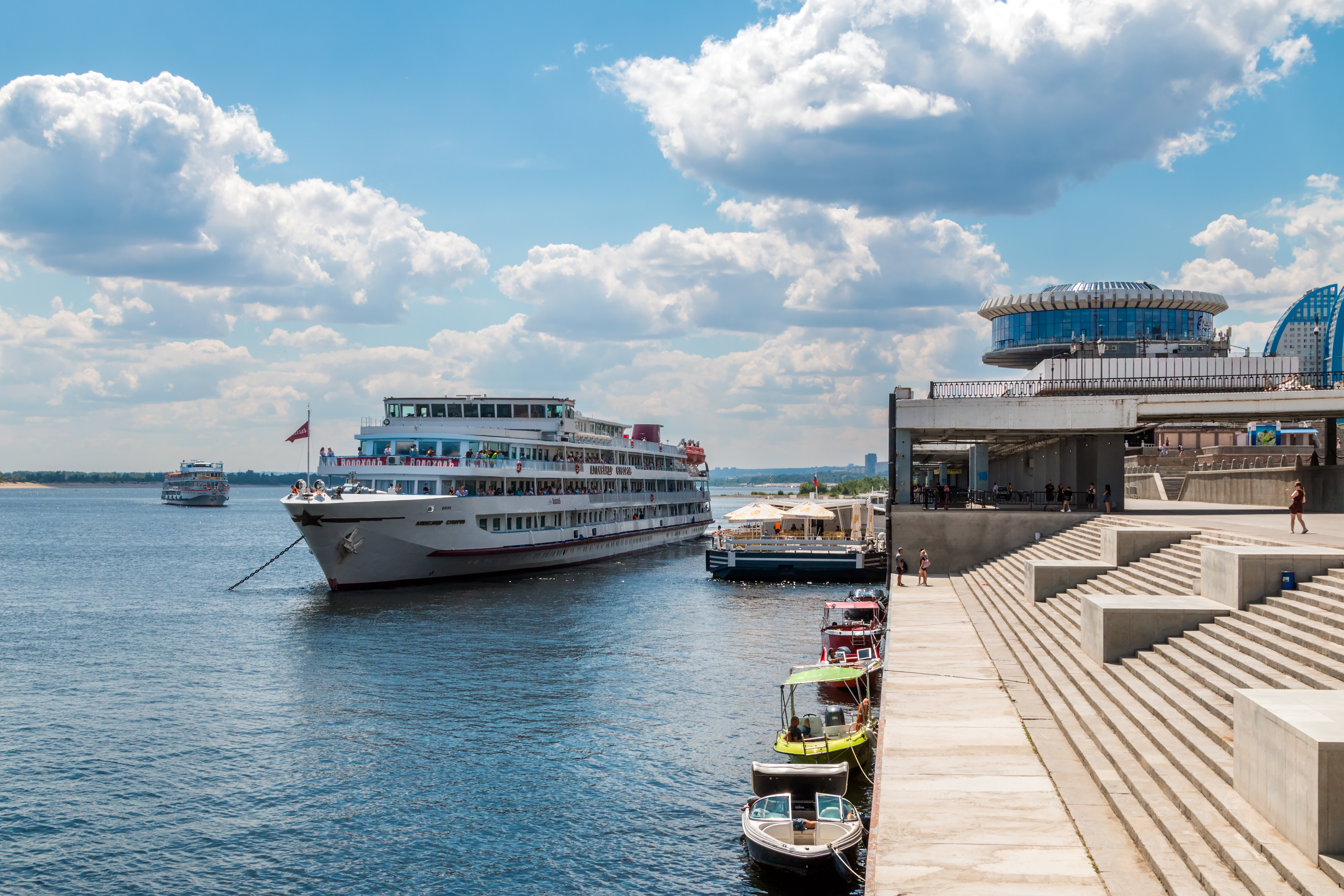
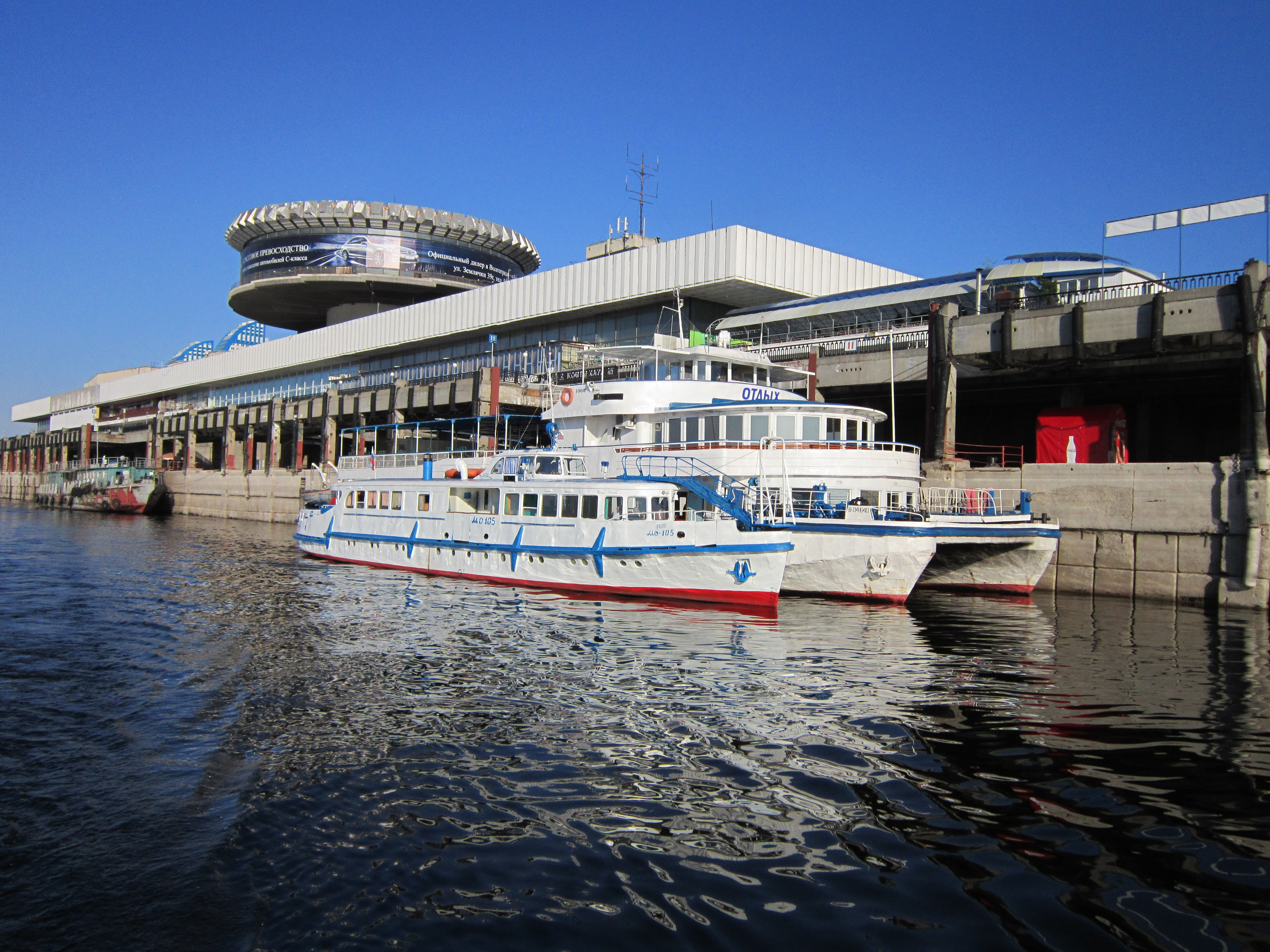
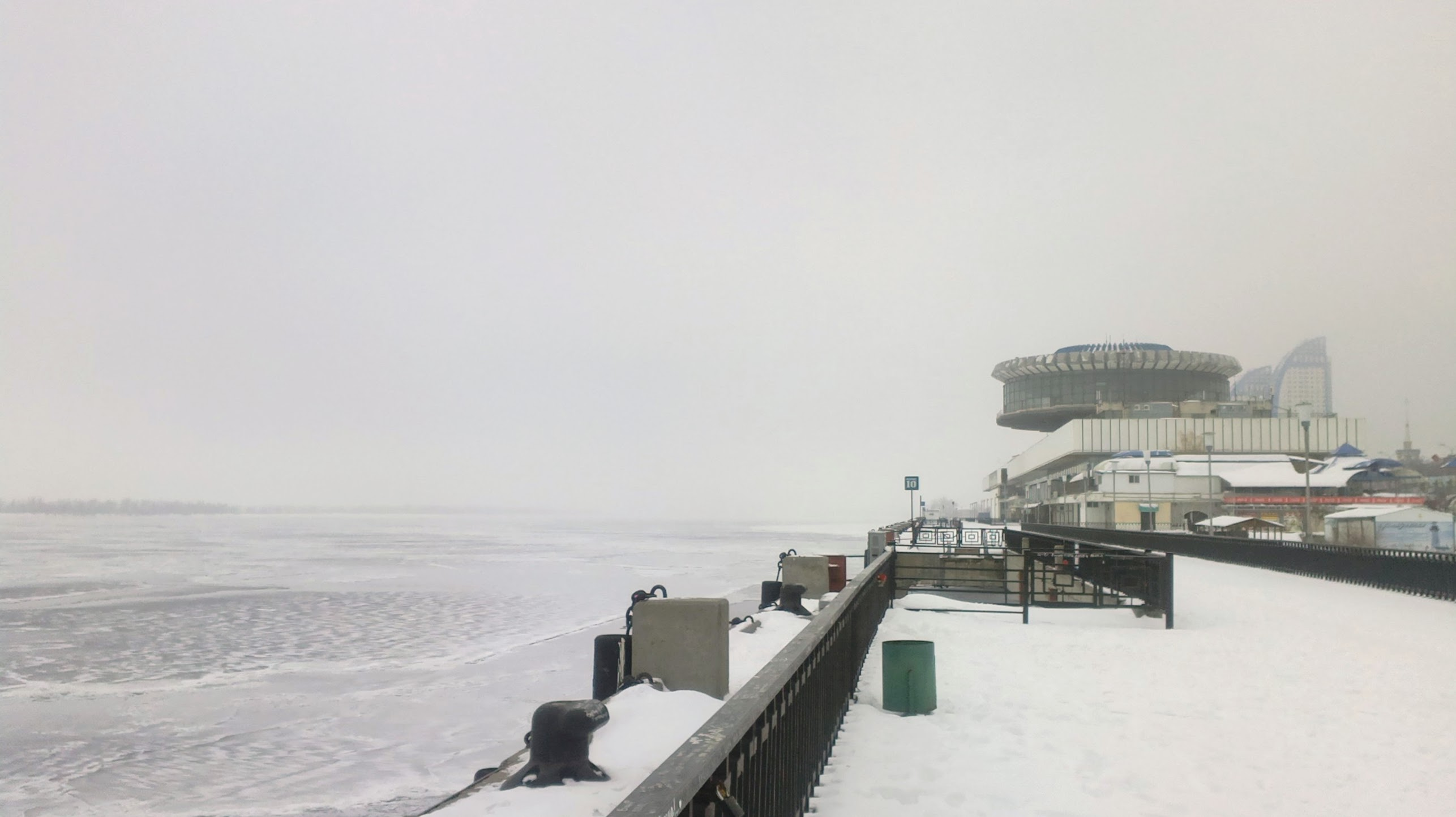